# 2. Riigikogu

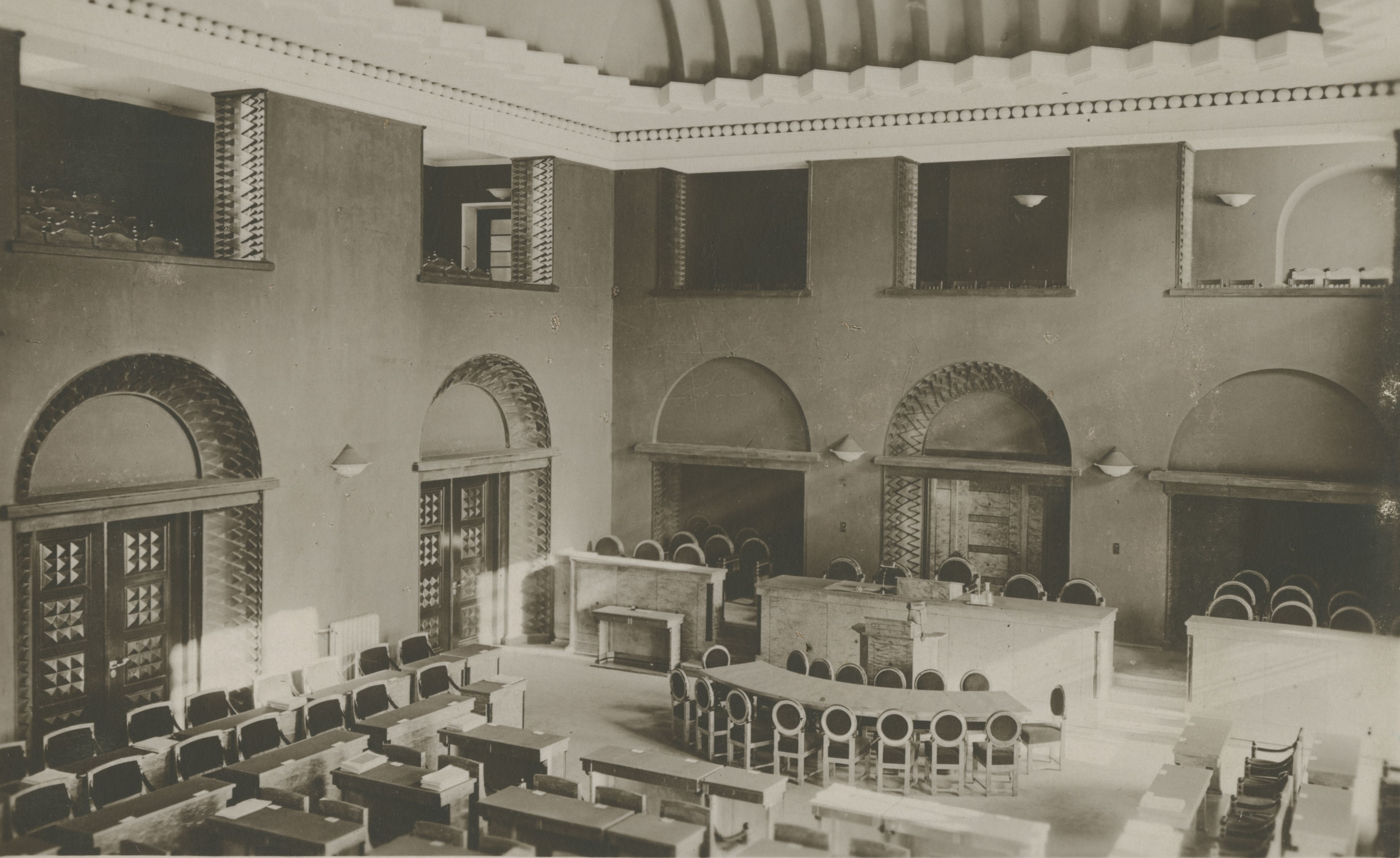
Plenarsaal in den 1920er Jahren

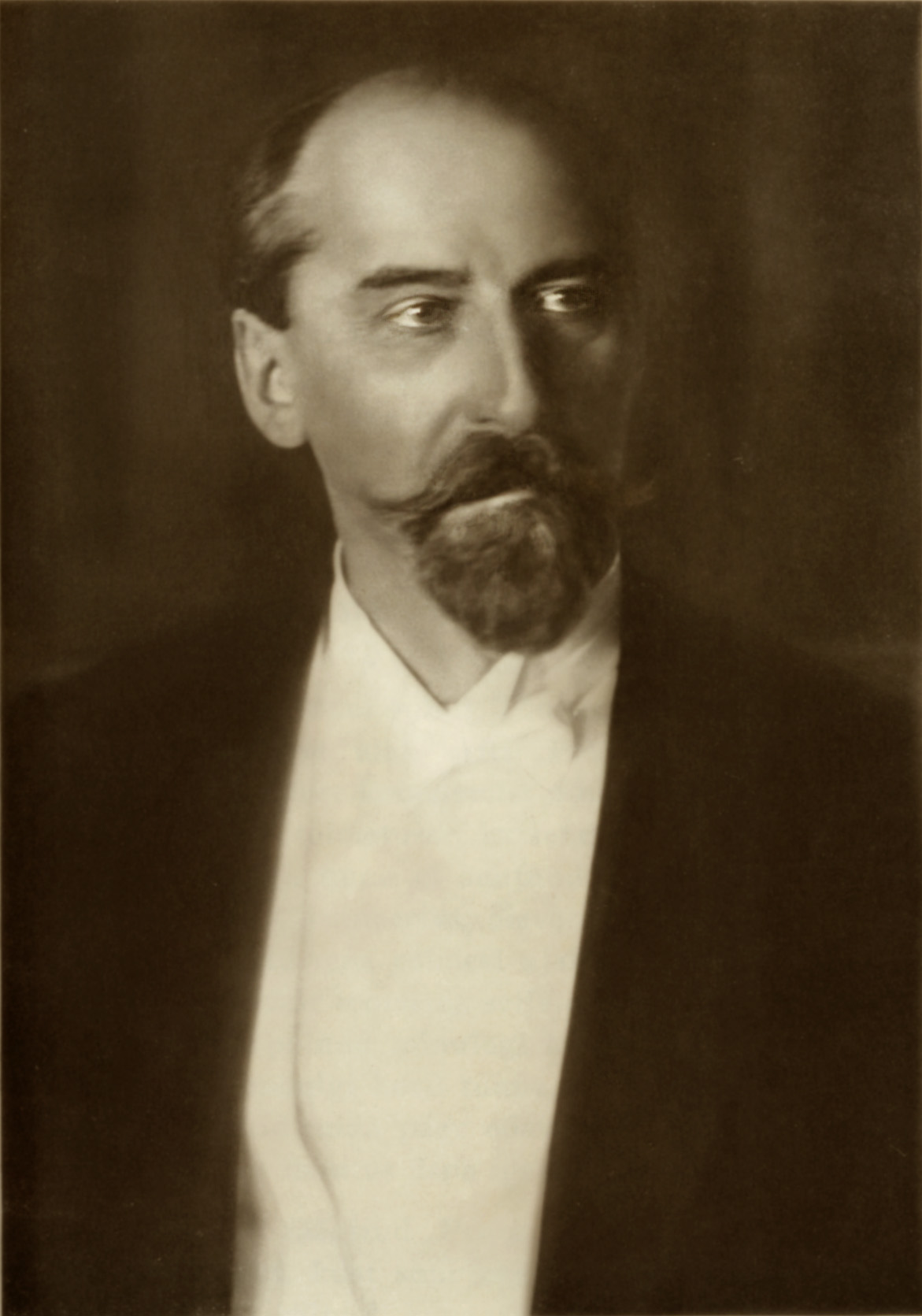
Jaan Tõnisson, Parlamentspräsident 1923 bis 1925

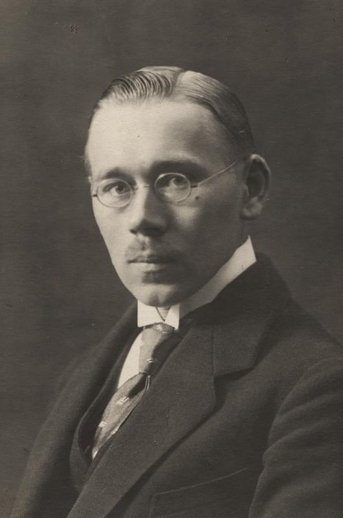
August Rei, Parlamentspräsident 1925/1926

Die 2. Legislaturperiode des Parlaments der Republik Estland, der 2. Riigikogu (estnisch II Riigikogu), dauerte vom 31. Mai 1923 bis zum 14. Juni 1926.

## Vorzeitiges Ende der 1. Legislaturperiode
Bereits Anfang Mai 1923 erlebte die 1918 gegründete Republik Estland vorgezogene Parlamentswahlen. Grund war das Ergebnis einer Volksabstimmung, die vom 17. bis 19. Februar 1923 stattgefunden hatte. Darin hatte das Volk mit einer Mehrheit von 71,9 % ein Gesetz zur Einführung von Religionsunterricht in den Schulen angenommen. Der Riigikogu hatte das Gesetz zuvor abgelehnt. Da das Volk dem Riigikogu damit das Misstrauen ausgesprochen hatte, mussten nach § 32 der Verfassung spätestens 75 Tage nach der Volksabstimmung neue Parlamentswahlen stattfinden.
Die Parlamentswahl vom 5. bis zum 7. Mai brachte das zersplittertste estnische Parlament der Zwischenkriegszeit hervor. Insgesamt vierzehn Parteien und Gruppierungen schafften den Einzug in den Riigikogu. Eine Sperrklausel gab es damals noch nicht; sie wurde erst für die Wahlen 1926 eingeführt.

## Parteien im Parlament 1923 bis 1926
| Partei | Partei                                        | deutscher Name                                   | politische Orientierung       | % (Wahl 1923) | Sitze II. Riigikogu (Wahl 1923) | % (Wahl 1920) | Sitze I. Riigikogu (Wahl 1920) |
| ------ | --------------------------------------------- | ------------------------------------------------ | ----------------------------- | ------------- | ------------------------------- | ------------- | ------------------------------ |
|        | Põllumeeste Kogud                             | Bund der Landwirte                               | konservativ-agrarisch         | 21,6 %        | 23                              | 20,8 %        | 21                             |
|        | Eesti Sotsiaaldemokraatline Tööliste Partei   | Estnische Sozialdemokratische Arbeiterpartei     | sozialdemokratisch            | 14,0 %        | 15                              | 17,1 %        | 18                             |
|        | Eesti Tööerakond                              | Estnische Arbeitspartei                          | Mitte-links                   | 11,2 %        | 12                              | 21,1 %        | 22                             |
|        | Töörahva Ühine Väerind                        | Gemeinsame Front des arbeitenden Volkes          | kommunistisch                 | 9,5 %         | 10                              | 5,3 %         | 5                              |
|        | Eesti Rahvaerakond                            | Estnische Volkspartei                            | Mitte-rechts                  | 7,5 %         | 8                               | 10,4 %        | 10                             |
|        | Kristlik Rahvaerakond                         | Christliche Volkspartei                          | christlich-konservativ        | 7,3 %         | 8                               | 7,2 %         | 7                              |
|        | Iseseisev Sotsialistlik Tööliste Partei       | Unabhängige Sozialistische Arbeiterpartei        | linkssozialistisch            | 4,7 %         | 5                               | 10,7 %        | 11                             |
|        | Rahvuslik-Vabameelne Partei                   | National-Freisinnige Partei                      | nationalliberal               | 4,5 %         | 4                               | –             | –                              |
|        | Vene ühendatud parteid                        | Vereinigte russische Parteien                    | russischsprachige Bevölkerung | 4,1 %         | 4                               | 1,8 %         | 1                              |
|        | Asunikud, Riigirentnikud ja Väikepõllupidajad | „Siedler, Staatspächter und Kleinbauern“         | Kleinbauern                   | 3,8 %         | 4                               | –             | –                              |
|        | Saksa-Balti Erakond                           | Deutsch-baltische Partei in Estland              | deutschbaltische Minderheit   | 3,5 %         | 3                               | 3,9 %         | 4                              |
|        | Üleriiklik Majaomanikkude Seltside Liit       | Gesamtstaatliche Union der Hauseigentümervereine | Hauseigentümer                | 2,2 %         | 2                               | 1,1 %         | 1                              |
|        | Üürnike Ühendus                               | Mietervereinigung                                | Mieter-Interessen             | 1,3 %         | 1                               | –             | –                              |
|        | Eesti Demobiliseeritud Sõjaväelaste Liit      | Union der demobilisierten Soldaten Estlands      | Kriegsveteranen               | 1,2 %         | 1                               | –             | –                              |

## Konstituierung
Das neu gewählte Parlament trat zur konstituierenden Sitzung der 2. Legislaturperiode am 7. Juni 1923 im Tallinner Schloss zusammen.

## Parlamentspräsidenten der 2. Legislaturperiode
Das Parlament wählte in Nachfolge von Konstantin Päts (Bund der Landwirte), der am 2. August 1923 sein Amt als neuer Staats- und Regierungschef antrat, in seiner ersten Sitzung den Vorsitzenden der konservativ-nationalliberalen Estnischen Volkspartei (Eesti Rahvaerakond), Jaan Tõnisson, zum neuen Parlamentspräsidenten. Tõnisson blieb bis zum 27. März 1925 im Amt.
Am 9. Juni 1925 wurde der Sozialdemokrat August Rei von der Estnischen Sozialistische Arbeiterpartei (Eesti Sotsialistlik Tööliste Partei – ESTP) zum neuen Parlamentspräsidenten gewählt. Hintergrund war die im April 1925 vollzogene Vereinigung der Estnischen Sozialdemokratischen Arbeiterpartei (Eesti Sotsiaaldemokraatlik Tööliste Partei – ESDTP) mit der sozialistischen Unabhängigen Sozialistischen Arbeiterpartei (Iseseisev Sotsialistlik Tööliste Partei – ISTP) zur ESTP.
| Name          | Amtszeit                | Partei                              |
| ------------- | ----------------------- | ----------------------------------- |
| Jaan Tõnisson | 07.06.1923 – 27.05.1925 | Eesti Rahvaerakond                  |
| August Rei    | 09.06.1925 – 22.06.1926 | Eesti Sotsialistlik Tööliste Partei |

## Putschversuch vom 1. Dezember 1924
Einschneidendes Ereignis der jungen estnischen Demokratie war am 1. Dezember 1924 ein gescheiterter Staatsstreich-Versuch von Seiten der radikalen Linken. Estnische Kommunisten versuchten mit Hilfe Moskaus die demokratische Regierung in Estland zu stürzen und ein bolschewistisches System nach stalinistischem Vorbild zu errichten.
Der Putsch brach noch am selben Tag unter Einsatz der estnischen Streitkräfte und mangels Unterstützung in der estnischen Bevölkerung in sich zusammen.
Insgesamt töteten die Putschisten 21 Personen, darunter Verkehrsminister Karl Kark. Die geplante Ermordung von Staats- und Regierungschef Friedrich Karl Akel in seiner Residenz unmittelbar gegenüber dem Parlamentsgebäude schlug fehl.
Am 16. Dezember 1924 bildete Jüri Jaakson von der Estnischen Volkspartei eine überparteiliche Regierung, der alle demokratischen Gruppierungen Estlands angehörten.

## Abgeordnete
Die gesetzliche Mitgliederzahl des Riigikogu betrug 100 Abgeordnetenmandate. Insgesamt hatten im Laufe der 2. Legislaturperiode 188 Personen ein Abgeordnetenmandat inne, einige davon allerdings nur formal und kurzzeitig wegen Rückzugs oder Rücktritt aus dem Parlament. Unter den Abgeordneten waren vier Frauen. Das Durchschnittsalter der Abgeordneten betrug zu Beginn ihres Mandats 39 Jahre.

## Gesetzgebung
In seiner 2. Legislaturperiode nahm der Riigikogu insgesamt 374 Gesetze an. Er verabschiede 21 Entscheidungen, neun Haushaltsbeschlüsse sowie drei weitere Rechtsakte.

## Ende der 2. Legislaturperiode
Mit Ende der nach der Verfassung dreijährigen Legislaturperiode fanden vom 15. bis 17. Mai 1926 Parlamentswahlen statt. Am 22. Juni 1926 kam der neu gewählte Riigikogu zur ersten Sitzung seiner dritten Legislaturperiode zusammen.